# Mount Usborne
Mount Usborne – szczyt na wyspie Falkland Wschodni, na Falklandach, brytyjskim terytorium zależnym. Jest to najwyższy szczyt tego terytorium.